# Ferdinand Foit
Ferdinand Foit (22. května 1874 Borovná – ???) byl český a československý podnikatel, politik a meziválečný senátor Národního shromáždění ČSR za Republikánskou stranu zemědělského a malorolnického lidu.

## Biografie
Roku 1893 absolvoval c. a k. odbornou školu sochařsko-kamenickou v Hořicích. V roce 1905 založil v obci Doupě továrnu na zpracování žuly (obzvláště vzácných druhů ze Švédska a Norska). Po roce 1918 přeměněná na akciovou společnost Mrákotínské kamenolomy a stavební podniky v Mrákotíně. Jeho syn, František Vladimír Foit (1900–1971), byl sochařem a cestovatelem. Podnik senátora Foita dodal mimo jiné pamětní desku z leštěné žuly, kterou navrhl Ladislav Šaloun a která byla roku 1933 odhalena na dnešní budově poslanecké sněmovny (tehdy sídlo senátu) v Praze.
Profesí byl rolníkem a starostou v obci Doupě.
V parlamentních volbách v roce 1929 získal senátorské křeslo v Národním shromáždění. Mandát obhájil v parlamentních volbách v roce 1935. V senátu setrval do dubna 1938, kdy na funkci rezignoval a v horní komoře ho nahradil František Molík.